# Ancylodactylus africanus
Ancylodactylus africanus (гекон африканський) — вид геконоподібних ящірок родини геконових (Gekkonidae). Мешкає в Кенії і Танзанії.

## Поширення і екологія
Африканські гекони мешкають в горах Таїта і Шимба на півдні Кенії та в горах на півночі Танзанії, зокрема в горах Усамбара. За деякими свідченнями також зустрічаються в Уганді, Камеруні і Кот-д'Івуарі. Вони живуть у вологих рівнинних і гірських тропічних лісах, в дуплах дерев, серед опалого листя і в тріщинах серед скель, на висоті від 20 до 2000м над рівнем моря. Ведуть денний спосіб життя. Самиці відкладають 2 яйця.